# У Цзунъюань
У Цзунъюа́нь (кит. 武宗元, 980—1050) — один из крупнейших мастеров китайской живописи на религиозные темы времен империи Сун.

## Жизнеописание
Родился в 980 году в Байба (на территории современного уезда Мэнцзинь провинции Хэнань). О жизни У Цзунъюаня известно только, что он служил секретарём в Приказе по управлению охотничьими угодьями и заповедниками (Юйцао). Умер в 1050 году.

## Творчество
Он работал как в станковой, так и в монументальной живописи, создавая произведения на буддийские, даосские темы и в жанре гуй-шэнь. В 997 году У Цзунъюань расписал кумирню легендарного основателя даосизма — Лао-цзы, сооруженную в горах Бэйманьшан близ современного г. Лоян, провинция Хэнань, чем привлек к себе внимание ценителей живописи. В знаменитом трактате по истории живописи «Записки о живописи: что видел и слышал» Го Жосюя упоминается ещё одна его храмовая стенопись — «Тридцать шесть обладателей Неба», которая вызвала восторг самого императора Чжэнь-цзуна (998—1022).
Материальным свидетельством творческой манеры У Цзунъюаня и особенностей гуй-шэнь в его исполнении выступает свиток «Чао юань сянь Чжан ту» («Свита прародителя династии [состоящей из] бессмертных», 57,8 х 789, 5 см, шелк, тушь. Музей Гугун, г. Пекин), скопированный со стенописной картины из Залы Трех чистейших (Саньциндянь) даосского храма Юнлэ-гун. На свитке изображен Нефритовый император (Юйхуан Шанди) — изначально персонаж даосского пантеона, провозглашенный при Чжэнь-цзуне божественным предком светлой фамилии (императорского дома Чжао). Нефритового императора сопровождает 87 божеств, одетых в пышные одежды, стилизующие парадно-ритуальный костюм монарха и сановников, они образуют торжественно замечательную процессию.
В современном искусствоведении У Цзунъюань признан выдающимся мастером гуй-шэнь.